# 吃好過好之法您吃了嗎
《 吃好過好之法您吃了嗎 》是韓國SBS電視台的一檔真人實境秀綜藝節目，由李英子、林志豪等人主持。節目每集會邀請明星、藝人、歌手等，主軸為談論飲食習慣。

## 節目成員
- 俞利（少女時代）
- 金相中
- 燦多、Baro、孔燦（B1A4）
- 洪真英
- 趙權
- 金惠秀
- 李泰兰
- 秋瓷炫